# Dmitri Panarin
Dmitri Andrejewitsch Panarin (russisch Дмитрий Андреевич Панарин, englisch Dmitriy Andrevic Panarin; * 8. Januar 2000 in Qostanai) ist ein kasachischer Badmintonspieler.

## Karriere
Dmitri Panarin siegte 2018 bei den Kazakhstan International, 2021 bei den Cyprus International und den Botswana International. 2023 gewann er die Zambia International. 2024 startete er bei den Olympischen Spielen in Paris. Im Herreneinzel schied er dabei schon in der Vorrunde aus.

## Erfolge

### BWF International Challenge/Series
Herreneinzel
| Jahr | Wettbewerb               | Gegner                    | Ergebnis            | Resultat |
| ---- | ------------------------ | ------------------------- | ------------------- | -------- |
| 2018 | Kazakhstan International | Artur Niyazov             | 13–21, 21–14, 21–19 | Sieger   |
| 2021 | Benin International      | Aman Farogh Sanjay        | 13–21, 17–21        | Finalist |
| 2021 | Cyprus International     | Tarun Reddy Katam         | 22–20, 9–21, 21–11  | Sieger   |
| 2022 | Zambia International     | Anuoluwapo Juwon Opeyori  | 21–9, 21–10         | Sieger   |
| 2022 | Botswana International   | Bahaedeen Ahmad Alshannik | 21–13, 19–21, 10–21 | Finalist |
| 2023 | Kazakhstan Future Series | Lê Đức Phát               | 21–15, 22–20        | Sieger   |
| 2024 | Zambia International     | Dicky Dwi Pangestu        | 21–11, 21–17        | Sieger   |

Herrendoppel
| Jahr | Wettbewerb               | Partner       | Gegner                                             | Ergebnis           | Resultat |
| ---- | ------------------------ | ------------- | -------------------------------------------------- | ------------------ | -------- |
| 2018 | Uganda International     | Artur Niyazov | Bahaedeen Ahmad Alshannik Mohd Naser Mansour Nayef | 21–18, 21–10       | Sieger   |
| 2018 | Kazakhstan International | Artur Niyazov | Khaitmurat Kulmatov Ryhor Varabyou                 | 21–15, 21–11       | Sieger   |
| 2021 | Botswana International   | Artur Niyazov | Jarred Elliott Robert Summers                      | 19–21, 21–13, 6–21 | Finalist |
| 2022 | Botswana International   | Artur Niyazov | Jarred Elliott Robert Summers                      | 22–20, 21–14       | Sieger   |

Mixed
| Jahr      | Wettbewerb               | Partner                | Gegner                                   | Ergebnis            | Resultat |
| --------- | ------------------------ | ---------------------- | ---------------------------------------- | ------------------- | -------- |
| 2018      | Kazakhstan International | Anastasiia Pustinskaia | Rodion Kargaev Viktoriia Vorobeva        | 13–21, 18–21        | Finalist |
| 2021      | Lithuanian International | Kamila Smagulova       | Mads Vestergaard Clara Løber             | 12–21, 16–21        | Finalist |
| 2021      | Botswana International   | Kamila Smagulova       | Artur Niyazov Aisha Zhumabek             | 21–16, 21–18        | Sieger   |
| 2023      | Tajikistan International | Kamila Smagulova       | Khaitmurat Kulmatov Romualda Batyrova    | 21–8, 21–13         | Sieger   |
| 2023      | Kazakhstan International | Kamila Smagulova       | Khaitmurat Kulmatov Aisha Zhumabek       | 21–18, 12–21, 21–19 | Sieger   |
| 2024 (II) | Bahrain International    | Aisha Zhumabek         | Tarun Kona Sri Krishna Priya Kudaravalli | 18–21, 21–18, 21–12 | Sieger   |

### Junioren
Herreneinzel
| Jahr | Wettbewerb         | Gegner              | Ergebnis            | Resultat |
| ---- | ------------------ | ------------------- | ------------------- | -------- |
| 2016 | Kazakhstan Juniors | Cristian Savin      | 21–18, 11–21, 21–13 | Sieger   |
| 2016 | Turkey Juniors     | Murathan Eken       | 10–21, 21–19, 7–21  | Finalist |
| 2017 | Cyprus Juniors     | Cristian Savin      | 18–21, 21–13, 7–21  | Finalist |
| 2017 | Israel Juniors     | Nikita Fedotovskikh | 21–10, 21–12        | Sieger   |
| 2017 | Mongolia Juniors   | Temur Turakhonov    | 21–10, 21–3         | Sieger   |
| 2017 | Kazakhstan Juniors | Amir Khamidulin     | 21–7, 21–9          | Sieger   |
| 2017 | Portuguese Juniors | Julien Carraggi     | 21–15, 18–21, 14–21 | Finalist |

Herrendoppel
| Jahr | Wettbewerb         | Partner             | Gegner                          | Ergebnis            | Resultat |
| ---- | ------------------ | ------------------- | ------------------------------- | ------------------- | -------- |
| 2016 | Kazakhstan Juniors | Ikramzhan Yuldashev | Alexander Kim Ivan Kuzaev       | 21–14, 21–13        | Sieger   |
| 2017 | Cyprus Juniors     | Ikramzhan Yuldashev | May Bar Netzer Maxim Grinblat   | 21–16, 21–15        | Sieger   |
| 2017 | Kazakhstan Juniors | Ikramzhan Yuldashev | Amir Khamidulin Timur Valiullin | 21–13, 17–21, 22–20 | Sieger   |

Mixed
| Jahr | Wettbewerb         | Partner                | Gegner                          | Ergebnis     | Resultat |
| ---- | ------------------ | ---------------------- | ------------------------------- | ------------ | -------- |
| 2016 | Kazakhstan Juniors | Yelizaveta Kharchenko  | Amir Khamidulin Mariya Malygina | 21–12, 21–18 | Sieger   |
| 2017 | Kazakhstan Juniors | Anastasiia Pustinskaia | Amir Khamidulin Mariya Malygina | 21–6, 22–20  | Sieger   |
| 2017 | Turkey Juniors     | Anastasiia Pustinskaia | Emre Sönmez Bengisu Erçetin     | 15–21, 19–21 | Finalist |